# Instytut Książki
Instytut Książki – narodowa instytucja kultury, otwarta 11 stycznia 2004 w Krakowie, której celem jest popularyzacja książek i czytelnictwa oraz promocja polskiej literatury i języka polskiego na świecie.

## Historia
Powstanie Instytutu Książki zainicjował minister kultury Waldemar Dąbrowski. Instytucja ma promować polską literaturę, język polski, polską książkę, czytelnictwo i polskie wydawnictwa w kraju i za granicą.
W momencie inauguracji Instytut działał w Willi Decjusza, a po remoncie przeniósł się do budynku przy ulicy Szczepańskiej 1. W 2015 roku przeprowadził się do zabytkowego budynku kupionego od Radia Kraków przy ulicy Wróblewskiego 6. Wyremontowany budynek główny pochodzi z 1900 roku. Ma trzy kondygnacje i powierzchnię 693,39 m². W podwórku po zakupie znajdowały się: budynek gospodarczy z ok. 1900 r. o pow. użytkowej 107,5 m², garaż o pow. użytkowej 221,5 m² i warsztat o pow. użytkowej 218,18 m². Po remoncie zostały one przekształcone w bibliotekę oraz pokoje hotelowe dla gości Instytutu.
Od 1 kwietnia 2010 Instytut przejął wydawanie czasopism patronackich ministra kultury i dziedzictwa narodowego.
Z dniem 1 czerwca 2024 Instytut Książki rozpoczął działalność jako nowa państwowa instytucja kultury, w wyniku połączenia dotychczasowego Instytutu Książki i Instytutu Literatury. Dyrektorem został Grzegorz Jankowicz. Funkcje wicedyrektorów objęli Agnieszka Rasińska-Bóbr, Marcin Hamkało i Marta Skibińska.

## Dyrektorzy
- Andrzej Nowakowski (2004–2005)[11][12]
- Magdalena Ślusarska (2005–2008)[13][14]
- Grzegorz Gauden (2008–2016)[15][16]
- Dariusz Jaworski (2016–2024)[17]
- Robert Kaźmierczak (w 2024, jako p.o.)
- Grzegorz Jankowicz (od 2024)[18]

## Nagroda Transatlantyk
Od 2005 r. Instytut funduje nagrodę „Transatlantyk” w wysokości 10 tys. euro, przyznawaną wybitnym ambasadorom literatury polskiej za granicą. Jej laureatem może zostać na przykład tłumacz, wydawca, krytyk, animator życia kulturalnego.
Po raz pierwszy nagroda została wręczona podczas Kongresu Tłumaczy Literatury Polskiej 13 maja 2005 roku w Teatrze im. Juliusza Słowackiego. Obecnie nagroda wręczana jest na przełomie maja i czerwca w Krakowie.
Dotychczasowi laureaci:
- 2005: Henryk Bereska
- 2006: Anders Bodegård
- 2007: Albrecht Lempp
- 2008: Ksenia Starosielska
- 2009: Biserka Rajčić
- 2010: Pietro Marchesani
- 2011: Vlasta Dvořáčková
- 2012: Yi Lijun
- 2013: Karol Lesman
- 2014: Bill Johnston
- 2015: Laurence Dyèvre
- 2016: Constantin Geambașu
- 2017: Lajos Pálfalvi
- 2018: Antonia Lloyd-Jones[19]
- 2019: Hendrik Lindepuu[20]
- 2020: Ewa Thompson[21]
- 2021: Tokimasa Sekiguchi[22]
- 2022: Silvano de Fanti[23]
- 2023: Hatif Janabi[24]
- 2024: Vera Verdiani i Abel Murcia[25]
- 2025: Xavier Farré Vidal[26]

Wyboru laureata dokonuje Kapituła Nagrody, złożona z badaczy literatury, animatorów życia kulturalnego, tłumaczy oraz dyrektora Instytutu Książki.